# Elizabeth Bahoum
Elizabeth Bahoum (Elizabeth Bahoum-Mendy; geb. in Banjul) ist eine gambische ehemalige Basketballspielerin und Archivarin.

## Leben
Bahoum besuchte zuerst die St. Joseph’s Primary School und dann die Crab Island Junior Secondary School. Sie begann 1974, während ihrer Schulzeit, Basketball zu spielen und wurde während ihrer Zeit an der St. Joseph’s High School ins Nationalteam aufgenommen. Insgesamt spielte sie von 1979 bis 1989 für die gambische Basketballnationalmannschaft. Dabei trat sie unter anderem 1979 bei internationalen Turnieren in Conakry (Guinea), Bamako (Mali) und Dakar (Senegal) an.
Bahoum bildete sich in Archivwissenschaften in Ghana weiter und war mindestens im Zeitraum von 2008 bis 2016 Direktorin des National Records Service (NRS), der für die Archivierung öffentlicher Aufzeichnungen zuständig ist.
Außerdem engagierte sie sich weiter für den Bereich Sport. 2012 wurde sie zur Vizepräsidentin der Gambia Basketball Association gewählt. 2013 forderte sie den Verband auf, den Sport verstärkt in Schulen zu fördern und vor allem Spielerinnen zu fördern. Anfang 2014 wurde sie außerdem zur stellvertretenden Vorsitzenden des National Sports Council gewählt.
Für ihre sportlichen Erfolge erhielt sie 2007 einen National Sports Award vom Gambia National Olympic Committee und eine weitere Auszeichnung 2013 von der Sports Journalists’ Association of The Gambia (SJAG).